# Steven
Steven je drugi studijski album slovenskega elektronskega izvajalca Blaža, izdan 13. aprila 2018 pri založbi Beton Records.
Na pesmi "Grizzly" bas kitaro igra Gregor Bajc iz stoner rock skupine persons from porlock, naslovnico pa je oblikoval Aljaž Košir - Fejzo, znan tudi kot frontman skupine Your Gay Thoughts. Pesem "New Religion" je remiks istoimenske pesmi Borke, izdane na albumu Player Piano (2016).

## Glasba
Steven je konceptualen album. Blaž je za album rekel, da "gre za album o inštrumentalnem zvoku, ki hoče najti svoj glas." Koncept je nato še razširil:
»Inštrumentalni zvok Steven je rojen in sreča Julio, ki postane njegova vodnica. Predstavi mu veliko svojih prijateljev, vključno z grizlijem, roza ptico, gangsterskim angelom in Stefanom Burnettom iz benda Death Grips. Steven naposled sreča slovenskega producenta Blaža, vladarja te specifične zvočne pokrajine, v kateri se je rodil Steven. Spustita se v raperski freestyle dvoboj, ki ga Steven izgubi, saj ne more artikulirati besed – konec koncev je samo inštrumentalni zvok. Steven pobegne in pade v depresijo, ojačano z alkoholizmom. Blaž ga končno najde in ga nauči, kako naj najde svoj artikulirani glas.«

## Kritični odziv
Kritični odziv na album je bil pozitiven. Za Mladino je Gregor Kocijančič album ocenil s 4 zvezdicami in pripomnil: "Njegov slog bi zaradi brezbrižnega eksperimentiranja z zvokom, eklektične zmesi neštetih navdihov in naprednih produkcijskih tehnik še najbolj celostno zaobjela nerodna oznaka IDM (intelligent dance music), vendar večino del zaznamuje tudi zvesta in očitna naklonjenost hip hopu."
Za Radio Študent je Dušan Bulajić album prav tako pohvalil in rekel: "Blaž je z vrnitvijo v obliki Stevena torej spisal še eno poglavje slovenske elektronike, ki se ne zdi kot zakasnel eho modernega. Modernemu dosledno sledi s kompozicijo in ga s pregovorno veličastnim zvokom, ki je posledica odličnega poznavanja produkcijskih tehnik, v marsičem tudi nadgrajuje. Poleg vsega navedenega pa je Blažev glavni adut še vedno v izjemno samosvojem, unikatnem zvenu."
Na Radiu Študent je bil album uvrščen na 19. mesto na seznam Naj tolpe bumov 2018, seznam najboljših slovenskih albumov leta. Na mednarodnem portalu Beehype je bil uvrščen na 1. mesto najboljših slovenskih albumov leta.

### Priznanja
| objava        | uvrstitev | seznam               |
| ------------- | --------- | -------------------- |
| Radio Študent | 19.       | Naj tolpe bumov 2018 |
| Beehype       | 1.        | Best of 2018         |

## Seznam pesmi
Vse pesmi je napisal Blaž, razen kjer je to navedeno.
| Št. | Naslov                            | Dolžina |
| --- | --------------------------------- | ------- |
| 1.  | „Birth of Steven‟                 | 1:38    |
| 2.  | „Gangsta Angel‟                   | 3:01    |
| 3.  | „Grizzly‟                         | 2:36    |
| 4.  | „New Religion (Remix)‟ (DJ Borka) | 3:15    |
| 5.  | „Stefan Burnett‟                  | 1:43    |
| 6.  | „Pink Bird‟                       | 2:50    |
| 7.  | „Memento morje‟                   | 1:44    |
| 8.  | „Battle of Steven‟                | 2:11    |
| 9.  | „Alkohol‟                         | 3:24    |
| 10. | „No Voice in This Chaos‟          | 2:56    |
| 11. | „Shame Is Death‟                  | 3:03    |
| 12. | „The Frown‟                       | 3:04    |
| 13. | „You Were Born‟                   | 2:30    |
| 14. | „Breath of Steven‟                | 2:29    |

## Zasedba
- Blaž Gracar — klaviature, klavir, kitara, vokal, produkcija
- Gregor Bajc — bas kitara ("Grizzly")
- Anja Šoštarič — violina ("Alkohol")
- Tuan Winkler — dodaten inženiring ("Battle of Steven")
- Samo Jurca — dodaten inženiring ("Breath of Steven")
- Aljaž Košir - Fejzo — oblikovanje naslovnice